# Score ISAR
 (août 2012).
Le Score ISAR (en anglais : Identification of Seniors At Risk) est un questionnaire permettant une évaluation rapide d'une personne âgée hospitalisée. Ce score devrait idéalement être réalisé dans les services d'urgences. Il permet de dépister les sujets âgés à risque (sujets fragiles, au sens gériatrique du terme) nécessitant une évaluation plus poussée réalisée par un gériatre.

## Description
Le Score ISAR est constitué de six questions ciblées dont les réponses doivent être « oui » ou « non » :
- Avant votre maladie ou blessure qui vous a fait venir aux urgences, aviez-vous habituellement besoin de l'aide d'une tierce personne ?
- Depuis le début de la présente maladie ou blessure, avez-vous eu plus besoin d'aide pour s'occuper de vous ?
- Avez-vous été hospitalisé une nuit ou plus au cours des six derniers mois (à l'exception d'un séjour aux Urgences) ?
- Voyez-vous bien habituellement ?
- Avez-vous habituellement de gros problèmes de mémoire ?
- Prenez-vous plus de trois médicaments différents par jour ?

Si une réponse positive est donnée à plus de deux questions, le patient devra bénéficier d'une évaluation gériatrique plus poussée.